# سفارة مصر في ليبيا
سفارة مصر في ليبيا هي الممثلية الدبلوماسية العليا لدولة جمهورية مصر العربية لدى دولة ليبيا. تقع السفارة في طرابلس، وتهدف لتعزيز المصالح المصرية في ليبيا.